# دامی تراوری
دامی تراوری (انگلیسی: Dame Traoré؛ زادهٔ ۱۹ مهٔ ۱۹۸۶) بازیکن فوتبال اهل فرانسه است.

## باشگاهی
از باشگاه‌هایی که در آن بازی کرده‌است می‌توان به لخویا، و باشگاه فوتبال والنسین، سدان، لخویا، اشاره کرد.

## تیم ملی
وی همچنین در تیم‌های ملی فوتبال قطر B قطر بازی کرده است.